# Meltosjärvi
Meltosjärvi är en ort i Övertorneå kommun i landskapet Lappland i Finland. Meltosjärvi utgjorde en tätort (finska: taajama) vid folkräkningarna 1960 och 1980.

## Befolkningsutveckling
| Befolkningsutvecklingen i Meltosjärvi 1960–1980       | Befolkningsutvecklingen i Meltosjärvi 1960–1980 | Befolkningsutvecklingen i Meltosjärvi 1960–1980 | Befolkningsutvecklingen i Meltosjärvi 1960–1980 | Befolkningsutvecklingen i Meltosjärvi 1960–1980 |
| ----------------------------------------------------- | ----------------------------------------------- | ----------------------------------------------- | ----------------------------------------------- | ----------------------------------------------- |
|                                                       |                                                 |                                                 |                                                 |                                                 |
| År                                                    |                                                 |                                                 | Folkmängd                                       | Landareal (km²)                                 |
| 1960                                                  | 1960                                            |                                                 | 314                                             | 2,45                                            |
| 1980                                                  | 1980                                            |                                                 | 228                                             | 4,2                                             |
| Anm.: Ej tätort 1970; Ny tätort 1980; Ej tätort 1990. |                                                 |                                                 |                                                 |                                                 |